# Kula Kangri
Kula Kangri é uma montanha situada numa região disputada por Butão e República Popular da China. Certas autoridades indicam que é a montanha mais alta do Butão, mas outras indicam que o Kula Kangri está totalmente incluído no lado tibetano. Foi escalado pela primeira vez em 1986 por uma equipa sino-japonesa.
As autoridades chinesas e japonesas defendem que o monte Gangkhar Puensum é mais alto, e que o Kula Kangri está integralmente do lado tibetano